# 312 î.Hr.

## Evenimente
- Este fondat Imperiul Seleucid de către Seleucus I Nicator.